# Coppa Sudamericana 2025 (fase ad eliminazione diretta)
La fase a eliminazione diretta della Coppa Sudamericana 2025 si disputa tra il 17 luglio e il 22 novembre 2025. A questa fase della competizione partecipano Hanno partecipato a questa fase della competizione 24 club: le due semifinaliste vincenti si sfideranno nella finale a Santa Cruz de la Sierra (Bolivia).

## Date
Il sorteggio del tabellone finale si è tenuto il 2 giugno 2025 presso il quartier generale della CONMEBOL a Luque, in Paraguay.
| Turno            | Andata                                                                                    | Ritorno                                                                                   |
| ---------------- | ----------------------------------------------------------------------------------------- | ----------------------------------------------------------------------------------------- |
| Spareggi         | 15-17 luglio 2025                                                                         | 22-24 luglio 2025                                                                         |
| Ottavi di finale | 12-14 agosto 2025                                                                         | 19-21 agosto 2025                                                                         |
| Quarti di finale | 16-18 settembre 2025                                                                      | 23-25 settembre 2025                                                                      |
| Semifinali       | 21-23 ottobre 2025                                                                        | 28-30 ottobre 2025                                                                        |
| Finale           | 22 novembre 2025 all'Estadio Ramón Tahuichi Aguilera di Santa Cruz de la Sierra (Bolivia) | 22 novembre 2025 all'Estadio Ramón Tahuichi Aguilera di Santa Cruz de la Sierra (Bolivia) |

## Formato
Alla fase ad eliminazione diretta partecipano 24 squadre: le 16 squadre classificate prime e seconde di ogni gruppo nella fase a gironi e le 8 squadre terze classificate nella fase a gironi della Copa Libertadores 2025.
La fase finale è composta di cinque fasi distinte: spareggi di accesso agli ottavi di finale (a cui accedono le squadre provenienti dalla Copa Libertadores), ottavi di finale, quarti di finale, semifinali e finale. Ogni turno della fase ad eliminazione diretta, eccetto la finale, viene disputato in gara doppia (andata e ritorno), in modo che ogni squadra possa disputare una gara in casa. Al turno successivo si qualifica la squadra che nel computo totale realizza più goal. Se al termine delle partite di andata e ritorno le due squadre hanno segnato in totale lo stesso numero di reti, il vincitore viene deciso dalla disputa dei tempi supplementari e, se non sufficienti, dei tiri di rigore. Nella finale, disputata in gara secca, se al termine dei tempi regolamentari il punteggio è di parità, si procede con la disputa dei tempi supplementari seguiti, eventualmente, dai tiri di rigore.

### Procedura del sorteggio
Il sorteggio della fase ad eliminazione diretta si è tenuto il 2 giugno 2025 presso la sede della CONMEBOL a Luque (Paraguay). La distribuzione nel tabellone della fase finale è stato definito elaborando una classifica avulsa delle squadre classificate, dividendole in tre gruppi: nel primo gruppo le squadre prime classificate di ogni girone, nel secondo gruppo le seconde classificate, mentre nel terzo gruppo le squadre terze classificate della fase a gironi della contemporanea Copa Libertadores, trasferite in questa competizione.
Gli accoppiamenti degli spareggi sono determinati accoppiando la prima squadra del secondo gruppo con l'ultima squadra del terzo gruppo, la seconda squadra contro la penultima e così via. Le varie coppie così determinate sono state inserite nella Urna 2, mentre nella Urna 1 sono state inserite le squadre prime classificate della fase a gironi. Successivamente sono state accoppiate le squadre della Urna 1 e le coppie di squadre della Urna 2.

#### Classifica avulsa
| S  | G | Squadra                 | Pt | G | V | N | P | GF | GS | DG  |
| -- | - | ----------------------- | -- | - | - | - | - | -- | -- | --- |
| 1  | E | Mushuc Runa             | 16 | 6 | 5 | 1 | 0 | 12 | 4  | +8  |
| 2  | C | Huracán                 | 14 | 6 | 4 | 2 | 0 | 11 | 2  | +9  |
| 3  | B | Universidad Católica    | 14 | 6 | 4 | 2 | 0 | 12 | 5  | +7  |
| 4  | F | Fluminense              | 13 | 6 | 4 | 1 | 1 | 11 | 2  | +9  |
| 5  | A | Independiente           | 12 | 6 | 4 | 0 | 2 | 16 | 6  | +10 |
| 6  | D | Godoy Cruz              | 12 | 6 | 3 | 3 | 0 | 10 | 5  | +5  |
| 7  | G | Lanús                   | 12 | 6 | 3 | 3 | 0 | 9  | 4  | +5  |
| 8  | H | Cienciano               | 10 | 6 | 2 | 4 | 0 | 12 | 6  | +6  |
|    |   |                         |    |   |   |   |   |    |    |     |
| 9  | D | Grêmio                  | 12 | 6 | 3 | 3 | 0 | 8  | 4  | +4  |
| 10 | F | Once Caldas             | 12 | 6 | 4 | 0 | 2 | 8  | 6  | +2  |
| 11 | H | Atlético Mineiro        | 9  | 6 | 2 | 3 | 1 | 11 | 6  | +5  |
| 12 | E | Palestino               | 9  | 6 | 3 | 0 | 3 | 9  | 9  | 0   |
| 13 | C | América de Cali         | 8  | 6 | 1 | 5 | 0 | 6  | 4  | +2  |
| 14 | G | Vasco da Gama           | 8  | 6 | 2 | 2 | 2 | 8  | 8  | 0   |
| 15 | A | Guaraní                 | 8  | 6 | 2 | 2 | 2 | 9  | 12 | -3  |
| 16 | B | Cerro Largo             | 7  | 6 | 2 | 1 | 3 | 5  | 8  | -3  |
|    |   |                         |    |   |   |   |   |    |    |     |
| 9  | C | Central Córdoba (SdE)   | 11 | 6 | 3 | 2 | 1 | 7  | 7  | 0   |
| 10 | A | Universidad de Chile    | 10 | 6 | 3 | 1 | 2 | 8  | 6  | +2  |
| 11 | B | Independiente del Valle | 8  | 6 | 2 | 2 | 2 | 8  | 11 | -3  |
| 12 | F | Bahia                   | 7  | 6 | 2 | 1 | 3 | 5  | 7  | -2  |
| 13 | G | Bolívar                 | 6  | 6 | 2 | 0 | 4 | 12 | 11 | +1  |
| 14 | E | Atlético Bucaramanga    | 6  | 6 | 1 | 3 | 2 | 6  | 10 | -4  |
| 15 | H | San Antonio Bulo Bulo   | 6  | 6 | 2 | 0 | 4 | 5  | 15 | -10 |
| 16 | D | Alianza Lima            | 5  | 6 | 1 | 2 | 3 | 7  | 11 | -4  |

| Urna 1 | Urna 2 |
| --- | --- |
| - Mushuc Runa (1) - Huracán (2) - Universidad Católica (3) - Fluminense (4) - Independiente (5) - Godoy Cruz (6) - Lanús (7) - Cienciano (8) | - Grêmio (9) / Alianza Lima (24) - Once Caldas (10) / San Antonio Bulo Bulo (23) - Atlético Mineiro (11) / Atlético Bucaramanga (22) - Palestino (12) / Bolívar (21) - América de Cali (13) / Bahia (20) - Vasco da Gama (14) / Independiente del Valle (19) - Guaraní (15) / Universidad de Chile (18) - Cerro Largo (16) / Central Córdoba (SdE) (17) |

## Tabellone
|  | Spareggi (17-24 luglio) | Spareggi (17-24 luglio)   | Spareggi (17-24 luglio) | Spareggi (17-24 luglio) |   |                           | Ottavi di finale (12-21 agosto) | Ottavi di finale (12-21 agosto) | Ottavi di finale (12-21 agosto) | Ottavi di finale (12-21 agosto) |             |                           | Quarti di finale (-) | Quarti di finale (-) | Quarti di finale (-) | Quarti di finale (-) |                           |   | Semifinali (-) | Semifinali (-) | Semifinali (-) | Semifinali (-) |  |  | Finale (-) | Finale (-) |
|  |                         |                           |                         |                         |   |                           |                                 |                                 |                                 |                                 |             |                           |                      |                      |                      |                      |                           |   |                |                |                |                |  |  |            |            |
|  | Grêmio                  | 0                         | 1                       | 1                       |   |                           | Universidad Católica            | 0                               | -                               | -                               |             |                           |                      |                      |                      |                      |                           |   |                |                |                |                |  |  |            |            |
|  | Alianza Lima            | 2                         | 1                       | 3                       |   |                           | Alianza Lima                    | 2                               | -                               | -                               |             |                           |                      |                      |                      |                      |                           |   |                |                |                |                |  |  |            |            |
|  | Alianza Lima            | 2                         | 1                       | 3                       |   | non conosciuta (bandiera) | Alianza Lima                    | 2                               | -                               | -                               | -           | -                         | -                    |                      |                      |                      |                           |   |                |                |                |                |  |  |            |            |
|  |                         |                           |                         |                         |   |                           |                                 |                                 |                                 |                                 | -           | -                         | -                    |                      |                      |                      |                           |   |                |                |                |                |  |  |            |            |
|  |                         | non conosciuta (bandiera) | -                       | -                       | - |                           |                                 |                                 |                                 |                                 |             |                           |                      |                      |                      |                      |                           |   |                |                |                |                |  |  |            |            |
|  | Guaraní                 | non conosciuta (bandiera) | -                       | -                       | - | 0                         | 2                               | 2                               | Independiente                   | 0                               | -           | -                         |                      |                      |                      |                      |                           |   |                |                |                |                |  |  |            |            |
|  | Guaraní                 |                           |                         |                         |   | 0                         | 2                               | 2                               | Independiente                   | 0                               | -           | -                         |                      |                      |                      |                      |                           |   |                |                |                |                |  |  |            |            |
|  | Universidad de Chile    | 5                         | 1                       | 6                       |   |                           | Universidad de Chile            | 1                               | -                               | -                               |             |                           |                      |                      |                      |                      |                           |   |                |                |                |                |  |  |            |            |
|  | Universidad de Chile    | 5                         | 1                       | 6                       |   |                           |                                 |                                 |                                 | -                               |             | non conosciuta (bandiera) | -                    | -                    | -                    |                      |                           |   |                |                |                |                |  |  |            |            |
|  |                         |                           |                         |                         |   |                           |                                 |                                 |                                 |                                 |             |                           |                      |                      |                      |                      |                           |   |                |                |                |                |  |  |            |            |
|  |                         | non conosciuta (bandiera) | -                       | -                       | - |                           |                                 |                                 |                                 |                                 |             |                           |                      |                      |                      |                      |                           |   |                |                |                |                |  |  |            |            |
|  | Cerro Largo             | non conosciuta (bandiera) | -                       | -                       | - | 0                         | 0                               | 0                               |                                 |                                 | Lanús       | 0                         | -                    | -                    |                      |                      |                           |   |                |                |                |                |  |  |            |            |
|  | Cerro Largo             |                           |                         |                         |   | 0                         | 0                               | 0                               |                                 |                                 | Lanús       | 0                         | -                    | -                    |                      |                      |                           |   |                |                |                |                |  |  |            |            |
|  | Central Córdoba (SdE)   | 0                         | 3                       | 3                       |   |                           | Central Córdoba (SdE)           | 1                               | -                               | -                               |             |                           |                      |                      |                      |                      |                           |   |                |                |                |                |  |  |            |            |
|  | Central Córdoba (SdE)   | 0                         | 3                       | 3                       |   | Argentina (bandiera)      | Central Córdoba (SdE)           | 1                               | -                               | -                               | -           | -                         | -                    |                      |                      |                      |                           |   |                |                |                |                |  |  |            |            |
|  |                         |                           |                         |                         |   |                           |                                 |                                 |                                 |                                 | -           | -                         | -                    |                      |                      |                      |                           |   |                |                |                |                |  |  |            |            |
|  |                         | Fluminense                | -                       | -                       | - |                           |                                 |                                 |                                 |                                 |             |                           |                      |                      |                      |                      |                           |   |                |                |                |                |  |  |            |            |
|  | América de Cali         | Fluminense                | -                       | -                       | - | 0                         | 2                               | 2                               | Fluminense                      | 2                               | 2           | 4                         |                      |                      |                      |                      |                           |   |                |                |                |                |  |  |            |            |
|  | América de Cali         |                           |                         |                         |   | 0                         | 2                               | 2                               | Fluminense                      | 2                               | 2           | 4                         |                      |                      |                      |                      |                           |   |                |                |                |                |  |  |            |            |
|  | Bahia                   | 0                         | 0                       | 0                       |   |                           | América de Cali                 | 1                               | 0                               | 1                               |             |                           |                      |                      |                      |                      |                           |   |                |                |                |                |  |  |            |            |
|  | Bahia                   | 0                         | 0                       | 0                       |   |                           |                                 |                                 |                                 |                                 |             |                           |                      |                      |                      |                      | non conosciuta (bandiera) | - |                |                |                |                |  |  |            |            |
|  |                         |                           |                         |                         |   |                           |                                 |                                 |                                 |                                 |             |                           |                      |                      |                      |                      |                           |   |                |                |                |                |  |  |            |            |
|  |                         | non conosciuta (bandiera) | -                       |                         |   |                           |                                 |                                 |                                 |                                 |             |                           |                      |                      |                      |                      |                           |   |                |                |                |                |  |  |            |            |
|  | Palestino               | non conosciuta (bandiera) | -                       | 0                       | 0 | 0                         |                                 |                                 | Cienciano                       | 0                               | -           | -                         |                      |                      |                      |                      |                           |   |                |                |                |                |  |  |            |            |
|  | Palestino               |                           |                         | 0                       | 0 | 0                         |                                 |                                 | Cienciano                       | 0                               | -           | -                         |                      |                      |                      |                      |                           |   |                |                |                |                |  |  |            |            |
|  | Bolívar                 | 3                         | 3                       | 6                       |   |                           | Bolívar                         | 2                               | -                               | -                               |             |                           |                      |                      |                      |                      |                           |   |                |                |                |                |  |  |            |            |
|  | Bolívar                 | 3                         | 3                       | 6                       |   | non conosciuta (bandiera) | Bolívar                         | 2                               | -                               | -                               | -           | -                         | -                    |                      |                      |                      |                           |   |                |                |                |                |  |  |            |            |
|  |                         |                           |                         |                         |   |                           |                                 |                                 |                                 |                                 | -           | -                         | -                    |                      |                      |                      |                           |   |                |                |                |                |  |  |            |            |
|  |                         | non conosciuta (bandiera) | -                       | -                       | - |                           |                                 |                                 |                                 |                                 |             |                           |                      |                      |                      |                      |                           |   |                |                |                |                |  |  |            |            |
|  | Atlético Mineiro (dtr)  | non conosciuta (bandiera) | -                       | -                       | - | 1                         | 0                               | 1 (3)                           | Godoy Cruz                      | 1                               | -           | -                         |                      |                      |                      |                      |                           |   |                |                |                |                |  |  |            |            |
|  | Atlético Mineiro (dtr)  |                           |                         |                         |   | 1                         | 0                               | 1 (3)                           | Godoy Cruz                      | 1                               | -           | -                         |                      |                      |                      |                      |                           |   |                |                |                |                |  |  |            |            |
|  | Atlético Bucaramanga    | 0                         | 1                       | 1 (1)                   |   |                           | Atlético Mineiro                | 2                               | -                               | -                               |             |                           |                      |                      |                      |                      |                           |   |                |                |                |                |  |  |            |            |
|  | Atlético Bucaramanga    | 0                         | 1                       | 1 (1)                   |   |                           |                                 |                                 |                                 | -                               |             | non conosciuta (bandiera) | -                    | -                    | -                    |                      |                           |   |                |                |                |                |  |  |            |            |
|  |                         |                           |                         |                         |   |                           |                                 |                                 |                                 |                                 |             |                           |                      |                      |                      |                      |                           |   |                |                |                |                |  |  |            |            |
|  |                         | non conosciuta (bandiera) | -                       | -                       | - |                           |                                 |                                 |                                 |                                 |             |                           |                      |                      |                      |                      |                           |   |                |                |                |                |  |  |            |            |
|  | Vasco da Gama           | non conosciuta (bandiera) | -                       | -                       | - | 0                         | 1                               | 1                               |                                 |                                 | Mushuc Runa | 0                         | 2                    | 2 (2)                |                      |                      |                           |   |                |                |                |                |  |  |            |            |
|  | Vasco da Gama           |                           |                         |                         |   | 0                         | 1                               | 1                               |                                 |                                 | Mushuc Runa | 0                         | 2                    | 2 (2)                |                      |                      |                           |   |                |                |                |                |  |  |            |            |
|  | Independiente del Valle | 4                         | 1                       | 5                       |   |                           | Independiente del Valle         | 1                               | 1                               | 2 (4)                           |             |                           |                      |                      |                      |                      |                           |   |                |                |                |                |  |  |            |            |
|  | Independiente del Valle | 4                         | 1                       | 5                       |   | Independiente del Valle   | Independiente del Valle         | 1                               | 1                               | 2 (4)                           | -           | -                         | -                    |                      |                      |                      |                           |   |                |                |                |                |  |  |            |            |
|  |                         |                           |                         |                         |   |                           |                                 |                                 |                                 |                                 | -           | -                         | -                    |                      |                      |                      |                           |   |                |                |                |                |  |  |            |            |
|  |                         | Once Caldas               | -                       | -                       | - |                           |                                 |                                 |                                 |                                 |             |                           |                      |                      |                      |                      |                           |   |                |                |                |                |  |  |            |            |
|  | Once Caldas             | Once Caldas               | -                       | -                       | - | 3                         | 4                               | 7                               | Huracán                         | 0                               | 1           | 1                         |                      |                      |                      |                      |                           |   |                |                |                |                |  |  |            |            |
|  | Once Caldas             |                           |                         |                         |   | 3                         | 4                               | 7                               | Huracán                         | 0                               | 1           | 1                         |                      |                      |                      |                      |                           |   |                |                |                |                |  |  |            |            |
|  | San Antonio Bulo Bulo   | 0                         | 0                       | 0                       |   |                           | Once Caldas                     | 1                               | 3                               | 4                               |             |                           |                      |                      |                      |                      |                           |   |                |                |                |                |  |  |            |            |

## Spareggi
Le partite d'andata degli spareggi sono state disputate tra il 16 e il 18 luglio 2025, mentre le partite di ritorno tra il 23 e il 25 luglio 2025.
| Squadra 1               | Totale          | Squadra 2        | Andata | Ritorno |
| ----------------------- | --------------- | ---------------- | ------ | ------- |
| Alianza Lima            | 3 - 1           | Grêmio           | 2 - 0  | 1 - 1   |
| San Antonio Bulo Bulo   | 0 - 7           | Once Caldas      | 0 - 3  | 0 - 4   |
| Atlético Bucaramanga    | 1 - 1 (1-3 dtr) | Atlético Mineiro | 0 - 1  | 1 - 0   |
| Bolívar                 | 6 - 0           | Palestino        | 3 - 0  | 3 - 0   |
| Bahia                   | 0 - 2           | América de Cali  | 0 - 0  | 0 - 2   |
| Independiente del Valle | 5 - 1           | Vasco da Gama    | 4 - 0  | 1 - 1   |
| Universidad de Chile    | 6 - 2           | Guarani          | 5 - 0  | 1 - 2   |
| Central Córdoba (R)     | 3 - 0           | Cerro Largo      | 0 - 0  | 3 - 0   |

### Risultati

#### Grêmio – Alianza Lima
| Arbitro: | Wilmar Roldán |

|                             |           |  |
| Gentile 58’ E. Castillo 61’ | Marcatori |  |

| Arbitro: | Darío Herrera |

|                     |           |              |
| Gustavo Martins 56’ | Marcatori | 90+6’ Barcos |

Con il risultato aggregato di 3-1 in suo favore, l'Alianza Lima ha eliminato il Grêmio e si è qualificato agli ottavi di finale.

#### Once Caldas – San Antonio Bulo Bulo
| Arbitro: | Augusto Aragón |

|  |           |                                 |
|  | Marcatori | 50’ Zapata 85’ Moreno 88’ Gómez |

| Arbitro: | Felipe González |

|                                                |           |  |
| Barrios 7’ Zuleta 11’ Gómez 85’ Quiñónez 90+1’ | Marcatori |  |

Con il risultato aggregato di 7-0 in suo favore, l'Once Caldas ha eliminato il San Antonio Bulo Bulo e si è qualificato agli ottavi di finale.

#### Atlético Mineiro – Atlético Bucaramanga
| Arbitro: | Alexis Herrera |

|  |           |                 |
|  | Marcatori | 68’ (rig.) Hulk |

| Arbitro: | Esteban Ostojich |

|                                                    |                      |                          |
|                                                    | Marcatori            | 45’ Mena                 |
| Hulk Gustavo Scarpa Bernard Gabriel Menino Everson | Tiri di rigore 3 – 1 | Chávez Henao Mena Zárate |

Permanendo il risultato di parità (1-1) dopo la fine dei tempi regolamentari, sono stati necessari i tiri di rigore dai quali è uscito vincitore l'Atlético Mineiro, che in tal modo ha eliminato l'Atlético Bucaramanga e si è qualificato agli ottavi di finale.

#### Palestino – Bolívar
| Arbitro: | Flavio de Souza |

|                                                            |           |  |
| Robson Matheus 58’ Cauteruccio 90+10’ (rig.) Melgar 90+13’ | Marcatori |  |

| Arbitro: | Derlis López |

|  |           |                                        |
|  | Marcatori | 24’ Cataño 28’ Sagredo 66’ Cauteruccio |

Con il risultato aggregato di 6-0 in suo favore, il Bolívar ha eliminato il Palestino e si è qualificato agli ottavi di finale.

#### América de Cali – Bahia
| Salvador 15 luglio 2025, ore 21:30 UTC-3 Spareggi (andata) | Bahia          | 0 – 0 referto | América de Cali | Arena Fonte Nova (31 485 spett.)\| Arbitro: \| Andrés Matonte \| |
| Arbitro:                                                   | Andrés Matonte |               |                 |                                                                  |

| Arbitro: | Maximiliano Ramírez |

|                          |           |  |
| Murillo 28’ Garcés 90+6’ | Marcatori |  |

Con il punteggio aggregato di 2-0, l'América de Cali ha eliminato il Bahia e si è qualificato agli ottavi di finale.

#### Vasco da Gama – Independiente del Valle
| Arbitro: | Kevin Ortega |

|                                                      |           |  |
| Carabajal 45+3’ Mercado 49’ Spinelli 51’ Mercado 82’ | Marcatori |  |

| Arbitro: | Andrés Rojas |

|             |           |              |
| Vegetti 66’ | Marcatori | 37’ Spinelli |

Con il punteggio aggregato di 5-1 in suo favore, l'Independiente del Valle ha eliminato il Vasco da Gama e si è qualificato agli ottavi di finale.

#### Guaraní – Universidad de Chile
| Arbitro: | Leandro Rey Hilfer |

|                                                                         |           |  |
| Aránguiz 22’ (rig.) Altamirano 57’ Assadi 60’ Hormazábal 65’ Guerra 87’ | Marcatori |  |

| Arbitro: | Raphael Claus |

|                         |           |            |
| Torales 84’ Torales 89’ | Marcatori | 17’ Assadi |

Con il risultato aggregato di 6-2 in suo favore, l'Universidad de Chile ha eliminato il Guaraní e si è qualificato agli ottavi di finale.

#### Cerro Largo – Central Córdoba (SdE)
| Santiago del Estero 15 luglio 2025, ore 19:00 UTC-3 Spareggi (andata) | Central Córdoba (SdE) | 0 – 0 referto | Cerro Largo | Estadio Único Madre de Ciudades (11 222 spett.)\| Arbitro: \| Roberto Pérez \| |
| Arbitro:                                                              | Roberto Pérez         |               |             |                                                                                |

| Arbitro: | Anderson Daronco |

|  |           |                                     |
|  | Marcatori | 14’ Perelló 58’ Heredia 90’ Barrera |

Con il risultato aggregato di 3-0 in suo favore, il Central Córdoba ha eliminato il Cerro Largo e si è qualificato agli ottavi di finale.

## Ottavi di finale
Le partite di andata degli ottavi di finale si disputeranno tra il 12 e il 14 agosto 2025, mentre le gare di ritorno tra il 19 e il 21 agosto 2025.
| Squadra 1               | Totale        | Squadra 2            | Andata | Ritorno   |
| ----------------------- | ------------- | -------------------- | ------ | --------- |
| Alianza Lima            | 2–0           | Universidad Católica | 2–0    | 20 agosto |
| Bolívar                 | 2–0           | Cienciano            | 2–0    | 20 agosto |
| Once Caldas             | 4–1           | Huracán              | 1–0    | 3–1       |
| América de Cali         | 1–4           | Fluminense           | 1–2    | 0–2       |
| Central Córdoba (R)     | 1–0           | Lanús                | 1–0    | 21 agosto |
| Independiente del Valle | 2–2 (4-2 dtr) | Mushuc Runa          | 1–0    | 1–2       |
| Atlético Mineiro        | 2–1           | Godoy Cruz           | 2–1    | 21 agosto |
| Universidad de Chile    | 1–0           | Independiente        | 1–0    | 20 agosto |

### Risultati

#### Universidad Católica – Alianza Lima
| Arbitro: | Leandro Rey Hilfer |

|                         |           |  |
| Cantero 76’ Cantero 87’ | Marcatori |  |

| Quito 20 agosto 2025, ore 19:30 UTC-5 Ottavi di finale (ritorno) | Universidad Católica | – (tot.: 0–2) referto | Alianza Lima | Estadio Olímpico Atahualpa\| Arbitro: \| Flavio de Souza \| |
| Arbitro:                                                         | Flavio de Souza      |                       |              |                                                             |

#### Cienciano – Bolívar
| Arbitro: | Jhon Ospina |

|                               |           |  |
| Cauteruccio 20’ Batallini 58’ | Marcatori |  |

| Cusco 20 agosto 2025, ore 17:00 UTC-5 Ottavi di finale (ritorno) | Cienciano      | – (tot.: 0–2) referto | Bolívar | Estadio Garcilaso\| Arbitro: \| Augusto Aragón \| |
| Arbitro:                                                         | Augusto Aragón |                       |         |                                                   |

#### Huracan – Once Caldas
| Arbitro: | Ramon Abatti |

|                   |           |  |
| Moreno 57’ (rig.) | Marcatori |  |

| Arbitro: | Paulo Zanovelli |

|                     |           |                                   |
| Miljevic 39’ (rig.) | Marcatori | 40’ Moreno 65’ Barrios 88’ Moreno |

Con il risultato aggregato di 4–1 in suo favore, l'Once Caldas ha eliminato l'Huracán e si è qualificato ai quarti di finale.

#### Fluminense – América de Cali
| Arbitro: | Cristián Garay |

|               |           |                                |
| Barrios 90+3’ | Marcatori | 7’ (aut.) Candelo 15’ Canobbio |

| Arbitro: | Alexis Herrera |

|                          |           |  |
| Serna 23’ Martinelli 56’ | Marcatori |  |

Con il risultato di 4–1 in proprio favore, il Fluminense ha eliminato l'América de Cali e si è qualificato ai quarti di finale.

#### Lanús – Central Córdoba (SdE)
| Arbitro: | Kevin Ortega |

|           |           |  |
| Verón 58’ | Marcatori |  |

| Lanús 21 agosto 2025, ore 21:30 UTC-3 Ottavi di finale (ritorno) | Lanús          | – (tot.: 0–1) referto | Central Córdoba (SdE) | Estadio Ciudad de Lanús\| Arbitro: \| Cristián Garay \| |
| Arbitro:                                                         | Cristián Garay |                       |                       |                                                         |

#### Mushuc Runa – Independiente del Valle
| Arbitro: | Gery Vargas |

|              |           |  |
| Spinelli 19’ | Marcatori |  |

| Arbitro: | Edina Alves |

|                              |                      |                                  |
| Chalá 45+2’ Penilla 71’      | Marcatori            | 90+10’ Hoyos                     |
| Penilla Tapiero Mina Delgado | Tiri di rigore 2 – 4 | Sornoza Spinelli Mercado Schunke |

Permanendo il risultato di parità (2–2) dopo la fine dei tempi regolamentari della gara di ritorno, sono stati necessari i tiri di rigore dai quali è uscito vincitore l'Independiente del Valle, che in tal modo ha eliminato il Mushuc Runa e si è qualificato ai quarti di finale.

#### Godoy Cruz – Atlético Mineiro
| Arbitro: | Alexis Herrera |

|                     |           |            |
| Cuello 67’ Hulk 89’ | Marcatori | 37’ Andino |

| Godoy Cruz 21 agosto 2025, ore 19:00 UTC-3 Ottavi di finale (ritorno) | Godoy Cruz      | – (tot.: 1–2) referto | Atlético Mineiro | Estadio Feliciano Gambarte\| Arbitro: \| Felipe González \| |
| Arbitro:                                                              | Felipe González |                       |                  |                                                             |

#### Independiente – Universidad de Chile
| Arbitro: | Anderson Daronco |

|            |           |  |
| Assadi 36’ | Marcatori |  |

| Avellaneda 20 agosto 2025, ore 21:30 UTC-3 Ottavi di finale (ritorno) | Independiente  | – (tot.: 0–1) referto | Universidad de Chile | Estadio Libertadores de América\| Arbitro: \| Gustavo Tejera \| |
| Arbitro:                                                              | Gustavo Tejera |                       |                      |                                                                 |

## Quarti di finale
Le partite di andata dei quarti di finale si disputeranno tra il 16 e il 18 settembre 2025, mentre le gare di ritorno si disputeranno tra il 23 e il 25 settembre 2025.
| Squadra 1                 | Totale | Squadra 2                 | Andata          | Ritorno         |
| ------------------------- | ------ | ------------------------- | --------------- | --------------- |
| non conosciuta (bandiera) | –      | non conosciuta (bandiera) | 16–18 settembre | 23–25 settembre |
| non conosciuta (bandiera) | –      | non conosciuta (bandiera) | 16–18 settembre | 23–25 settembre |
| Independiente del Valle   | –      | Once Caldas               | 16–18 settembre | 23–25 settembre |
| non conosciuta (bandiera) | –      | Fluminense                | 16–18 settembre | 23–25 settembre |

## Semifinali
Le partite di andata delle semifinali si disputeranno tra il 21 e il 23 ottobre 2025, mentre le gare di ritorno si disputeranno tra il 28 e il 30 ottobre 2025.
| Squadra 1                 | Totale | Squadra 2                 | Andata        | Ritorno       |
| ------------------------- | ------ | ------------------------- | ------------- | ------------- |
| non conosciuta (bandiera) | –      | non conosciuta (bandiera) | 21–23 ottobre | 28–30 ottobre |
| non conosciuta (bandiera) | –      | non conosciuta (bandiera) | 21–23 ottobre | 28–30 ottobre |

## Finale
La finale si disputerà il 22 novembre 2025 a Santa Cruz de la Sierra, in Bolivia.